# Lakeland Shores
Lakeland Shores és una població dels Estats Units a l'estat de Minnesota. Segons el cens del 2000 tenia 355 habitants.

## Demografia
Segons el cens del 2000, Lakeland Shores tenia 355 habitants, 116 habitatges, i 93 famílies. La densitat de població era de 428,3 habitants per km².
Dels 116 habitatges en un 50% hi vivien nens de menys de 18 anys, en un 75% hi vivien parelles casades, en un 4,3% dones solteres, i en un 19,8% no eren unitats familiars. En el 16,4% dels habitatges hi vivien persones soles el 7,8% de les quals corresponia a persones de 65 anys o més que vivien soles. El nombre mitjà de persones vivint en cada habitatge era de 3,06 i el nombre mitjà de persones que vivien en cada família era de 3,48.
Per edats la població es repartia de la següent manera: un 31% tenia menys de 18 anys, un 7,6% entre 18 i 24, un 23,4% entre 25 i 44, un 29,9% de 45 a 60 i un 8,2% 65 anys o més.
L'edat mediana era de 38 anys. Per cada 100 dones de 18 o més anys hi havia 104,2 homes.
La renda mediana per habitatge era de 80.907 $ i la renda mediana per família de 83.632 $. Els homes tenien una renda mediana de 55.000 $ mentre que les dones 35.000 $. La renda per capita de la població era de 29.789 $. Entorn de l'1,9% de les famílies i el 3,9% de la població estaven per davall del llindar de pobresa.

## Poblacions més properes
El següent diagrama mostra les poblacions més properes.